# Le Voyage à la mer
Pour plus de détails, voir Fiche technique et Distribution.
Le Voyage à la mer est un documentaire français réalisé par Denis Gheerbrant et sorti en 2002.

## Fiche technique
- Titre : Le Voyage à la mer
- Réalisation : Denis Gheerbrant
- Photographie : Denis Gheerbrant
- Son : Denis Gheerbrant
- Montage : Denis Gheerbrant
- Production : Les Films d’ici
- Pays d'origine :  France
- Genre : documentaire
- Durée : 84 minutes
- Date de sortie : 6 novembre 2002

## Distinctions
- Prix Planète au FIDMarseille 2001[1]